# 棕腹林鸲
棕腹林鸲（学名：Tarsiger hyperythrus）为鶲科鸲属的鸟类。分布于尼泊尔、不丹、印度、缅甸以及中国大陆的西藏、东抵云南西北部怒江和澜沧江流域等地，多见于高山沟谷（在云南高黎贡山地区、海拔为1950-3200米）低处常绿阔叶林下的灌丛以及或稀树草地的杜鹃丛间。该物种的模式产地在印度Darjeeling。